# Alférez

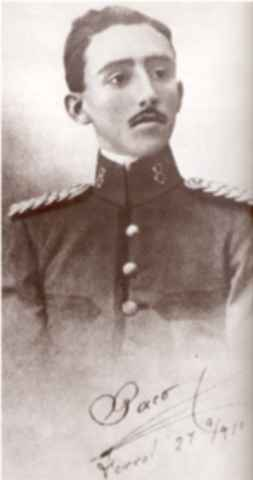
Spaniens späterer Diktator Francisco Franco in Alférezuniform, 1910

Alférez (von arabisch الفارس al-fāris, „der Ritter, der Reiter“) ist ein militärischer Offizieranwärter- oder Offiziersdienstgrad in der spanischen Armee bzw. den Streitkräften anderer spanischsprachiger Länder und entspricht im Deutschen je nachdem einem Oberfähnrich oder Unterleutnant.

## Alférez de Fragata
In Spanien und Peru existiert auch bei der Marine der Dienstgrad Alférez de Fragata, der einem Fähnrich zur See entspricht.

## Portugal
In Portugal und vielen portugiesischsprachigen Ländern heißt der vergleichbare Dienstgrad Alferes.